# Queen Ann
Ann, född okänt år, död 1723, var en uramerikansk hövding. Hon nämns som regerande drottning (Weroansqua) av Pamunkey-stammen i Virginia i engelska dokument mellan 1706 och 1718. I engelska dokument kallas hon "Queen Ann" (drottning Anna) och det är så hon är känd i historien, men hennes verkliga namn är okänt. 

## Biografi
Ann var gift med Totopotomoi (d. 1656) och hade åtminstone en son. På grund av den bristfälliga dokumentationen, i kombination med den uramerikanska vanan att byta namn vid särskilda tillfällen, råder en viss förvirring över identifikationen av Pamunkeys regenter. Det är möjligt att 'Queen Ann' var samma person som 'Queen Betty' (drottning Betty), som nämns som Pamunkeys drottning före henne, och att hon bytte namn till drottning Ann efter Anna av Storbritanniens trontillträde 1702, ett namn hon sedan bar som officiellt namn under sina kontakter med engelsmännen. Det skulle i så fall innebära att hon var den systerdotter 'Queen Betty' som efterträdde drottning Cockacoeske år 1686. 
Pamunkey-stammen var sedan gammalt allierade med engelsmännen, och Ann fortsatte driva denna politiska princip under sin regeringstid, med en tonvikt på att försvara sin stams rättigheter mot kolonisterna genom förhandling och diplomati. 
Drottning Ann framträder sista gången i dokumenten år 1715, när hon påminde engelsmännen om att deras kolonister började omringa hennes folks boplatser och göra räder mot dem, och anhöll om att de koloniala myndigheterna skulle respektera deras alliansantal, samt sluta sälja sprit till uramerikanerna. 